# Gergátz Elemér
Gergátz Elemér (Rábatamási, 1942. május 6. – 2019. június 19.) szaporodásbiológus szakállatorvos, címzetes egyetemi tanár, politikus. 1991 és 1993 között Magyarország földművelésügyi minisztere.

## Életpályája
Gergátz Elemér Rábatamásiban született 1942. május 6-án gazdálkodó földműves családban. A szülőfalujában végzett általános iskola után a győri bencés gimnáziumban érettségizett 1960-ban kitűnő minősítéssel. Állatorvos akart lenni, de szülőfaluja akkori pártvezetői egyetemi felvételét megakadályozták.
Egyetemi tanulmányai megkezdése előtt egy évig helyettesítő inszeminátor, labortechnikus volt a Magyarkeresztúri Mesterséges Termékenyítő Főállomáson. 1961-ben maximális pontszámú felvételi vizsga után fellebbezéssel, rektorhelyettesi keretre felvették az Állatorvostudományi Főiskolára (1962 után Állatorvostudományi Egyetem). Egyetemi évei alatt az MTA Állategészségügyi Kutatóintézetében volt externista. A másodévtől megkapott Népköztársasági Ösztöndíj biztosította anyagi helyzetét. Az Egyetemet "summa cum laude" minősítéssel fejezte be, 1966 szeptemberében állatorvosdoktorrá avatták.
Későbbi egyetemi oktatómunkája során kétéves továbbképzés keretében szaporodásbiológus szakállatorvos oklevelet szerzett az Állatorvostudományi Egyetemen.
1966-tól laboratóriumvezető állatorvos, majd termelésvezető lett a Győr-Sopron Megyei Mesterséges Termékenyítő Főállomáson. Szervezte és irányította a laboratóriumok és az inszeminátorok munkáját, valamint havonkénti szakmai továbbképzésüket. Feladata volt, hogy adaptálja és továbbfejlessze a szakmával kapcsolatos új eljárásokat.
A mesterséges termékenyítő hálózat modernizálásával a Szombathelyi Mesterséges Termékenyítő Főállomásra került, a szaporodásbiológiai osztály irányítását kapta feladatul. Három megye szaporodásbiológus állatorvosaival, 138 állami- és 164 üzemi inszeminátorral dolgozott együtt Győr-Moson-Sopron, Vas- és Zala megyékben az országos átlagnál lényegesen jobb eredményekkel.

### Egyetemi oktatói pályája
1973-tól rendszeresen hívták vendégelőadónak a KATE Mosonmagyaróvári Mezőgazdaságtudományi Karára a mérnöktovábbképzés keretében. Szaporodásbiológiai és biotechnológiai ismereteket oktatott és részt vett az Egyetem kutatómunkájában.
1979-ben az Egyetem dékánjának hívására egyetemi adjunktusi állást pályázott meg az Állatélettani és Állategészségtani Tanszékre. Anatómiai és állategészségtani gyakorlatokat, szükség esetén előadásokat tartott, az állategészségtan tárgyat önállóan vitte. Ezek mellett szaporodásbiológiát oktatott az ún. blokkos oktatásban, biotechnológiát a mérnöktovábbképzésben.
1982-ben felhívást kapott a Mezőgazdasági és Élelmezésügyi Minisztériumból állatbiotechnológiai kutatóhely létrehozására. 1983 szeptemberében – az óvári tradícióknak megfelelően – Biotechnikai Állomás néven az Egyetem keretein belül beindította az új intézet munkáját. Kérte oktatói állásának átminősítését, tudományos főmunkatársként az Állomás vezető állatorvosa lett 1984 októberétől.
1993 nyarán – korábbi tudományos munkája alapján – elkészítette kandidátusi disszertációját, melyet a TMB elfogadott. Téziseit 1994-ben védte meg, és 1996 májusában kapta meg az „állatorvostudomány kandidátusa” (CSc) tudományos fokozatot. 1995 nyarán – elődje nyugdíjazását követően – pályázta meg az Állatélettani, Állategészségtani és Biotechnológiai Tanszék vezetését, 1995. július 1-je óta tanszékvezető egyetemi docens. 2012-ben nyugdíjba vonult. 1990 és 1996 között az MTA Mezőgazdasági Biotechnológiai Bizottságának tagja volt.
1986-ban munkatársaival Mosonmagyaróváron juh- és kecskeembrió részeket egyesített, amiket juhokba helyeztek be. Az egyik utódbárány mekegett, és bizonyos külső jegyeiben (fej, lábak) is kecskére emlékeztetett. A kecske–birka kiméra - vagy ahogy a közbeszéd gyorsan elnevezte, a „jukecs” - két és fél év múlva tüdőgyulladásban pusztult el, utódai juhok lettek.

### Miniszteri tevékenysége
1991-ben Antall József miniszterelnök földművelésügyi miniszterré nevezte ki a Kisgazdapárt megbízásából. Próbálta többek között a kárpótlással a gazdákat kielégíteni, ennek eredménye nagyrészt az elaprózódott birtokstruktúra, ami a magyar mezőgazdaság nehézségeinek legfőbb okozója. Posztját 1993-ig viselte, majd visszament tudományos főmunkatársnak a Biotechnikai Állomásra.
Munkáját pártjának, az FKgP-nek a szétszakadása nehezítette. 1992-ben őt is kizárták a pártból, majd belépett az újonnan alakult EKgP-be, amelynek 1996-ban alelnöke lett.

## Cégvezetői tevékenysége
2000 szeptemberében – a Biotechnikai Állomás mentése, a kutatási és oktatási háttér biztosítása érdekében – létrehozta a PharmaGene-Farm Géntechnológiai Kutató, Fejlesztő és Szolgáltató Kft.-t. Tanszéki munkája mellett a kutatóhely tudományos tanácsadója, a kft. egyik tulajdonosa.

## Díjai, elismerései
- Mezőgazdaság Kiváló Dolgozója- Miniszteri fokozat (1972).
- A Magyar Köztársasági Érdemrend középkeresztje - biotechnológiai kutatásokért (1993)
- Schandl József-díj (2012)
- Ujhelyi Imre-díj (2015)